# Сирако
Сирако (яп. 白子町 Сирако-мати) — посёлок в Японии, находящийся в уезде Тёсей префектуры Тиба. Площадь посёлка составляет 27,46 км², население — 11 462 человека (1 августа 2014), плотность населения — 417,41 чел./км².

## Географическое положение
Посёлок расположен на острове Хонсю в префектуре Тиба региона Канто. С ним граничат город Мобара, посёлок Оамисирасато и село Тёсей.

## Население
Население посёлка составляет 11 462 человека (1 августа 2014), а плотность — 417,41 чел./км². Изменение численности населения с 1980 по 2005 годы:
| 1980 | 11 691 чел. |  |
| 1985 | 11 975 чел. |  |
| 1990 | 12 230 чел. |  |
| 1995 | 13 238 чел. |  |
| 2000 | 13 103 чел. |  |
| 2005 | 12 850 чел. |  |

## Символика
Деревом посёлка считается Pinus thunbergii, цветком — подсолнечник однолетний.